# 역류 (드라마)
《역류》는 2017년 11월 13일부터 2018년 4월 26일까지 방송했던 MBC 아침 드라마로 MBC 아침 드라마는 해당 프로그램을 마지막으로 폐지됐다.

## 프로그램 소개
사랑하는 사람과 필요한 사람이 엇갈린 인물들이 복수와 욕망을 위해 벌이는 위태로운 싸움을 그린 홈 멜로 심리 스릴러

## 등장 인물

### 주요 인물
- 신다은 : 김인영, 채송화 역 - 수경의 딸. 재민의 누나. 디자이너.
- 서도영 : 강준희 역 - 태연그룹 실장.
- 이재황 : 강동빈 역 - 태연그룹 본부장. 준희 형. 인영의 연인.
- 김해인 : 채유란, 홍선화 역 - 인영의 중학교 때 친구. 나눔재단 비서. 준희의 연인.

### 태연가 사람들
- 이현걸 : 장철곤 역 - 태연그룹 강백산의 수행비서 겸 과장.
- 정애리 : 여향미 역 - 나눔재단 이사장. 동빈, 준희의 어머니.
- 정성모 : 강백산 역 - 태연그룹 회장. 동빈, 준희의 아버지.

### 인영가 사람들
- 임도윤 : 공다미 역
- 지은성 : 김재민 역 - 인영의 동생.
- 이응경 : 양수경 역 - 인영, 재민의 어머니
- 소희정 : 홍초희 역

### 그 외 인물
- 최문경 : 남 실장 역
- 조이행 : 조 팀장 역
- 윤영일 : 윤 대리 역
- 하수민 : 하수민 역
- 서은 : 서 비서
- 미상 : 강민주 역 - 원장 수녀
- 이윤상 : 황 변호사 역
- 박용
- 강경자
- 김익태
- 권오진
- 나석민

### 특별 출연
- 이봉주 : 마라톤 동호회 회장 역
- 남명렬 : 김상재 역 - 인영, 재민의 아버지

## 편성 변경
- 당초 120부작으로 기획 되었으나 1회 축소하여 119부작으로 종영하였다.

## 결방
- 2018년 3월 14일 : 이명박 전 대통령 검찰 소환 관련 뉴스 특보 편성으로 인해 결방.

## 참고 사항
- 당초 2017년 10월 23일 첫 방송 예정이었으나 MBC 총 파업으로 인해 방송이 지연되면서 《마이 리틀 베이비》가 재방송으로 대체 편성됐고 첫 방송은 2017년 11월 13일로 편성 변경됐다.
- MBC 아침 드라마는 해당 프로그램을 마지막으로 폐지됐다.

## 같이 보기
- 대한민국의 텔레비전 드라마 목록 (ㅇ)
- 2017년 대한민국의 텔레비전 드라마 목록